# Uwe Weigel
Uwe Weigel es un deportista alemán que compitió para la RFA en taekwondo. Ganó una medalla de plata en el Campeonato Europeo de Taekwondo de 1978 en la categoría de +80 kg.

## Palmarés internacional
| Campeonato Europeo | Campeonato Europeo | Campeonato Europeo | Campeonato Europeo |
| Año                | Lugar              | Medalla            | Categoría          |
| ------------------ | ------------------ | ------------------ | ------------------ |
| 1978               | Múnich (RFA)       | Medalla de plata   | +80 kg             |